# Конфликт у берегов Газы (2010)
Конфликт у берегов Газы, также известный как операция «Морской бриз» — конфликт, начавшийся в ночь с 30 на 31 мая 2010 года, между Армией обороны Израиля и активистами движения «Free Gaza Movement» на конвое судов, называемого также «Флотилией свободы», в тот момент когда шесть судов конвоя подошли к берегам Израиля, пытаясь прорвать израильскую блокаду сектора Газа, и были задержаны израильским морским спецназом. На трёх пассажирских и трёх грузовых кораблях находилось около 700 активистов и около 10 тысяч тонн гуманитарных грузов (лекарств, продовольствия и стройматериалов) для жителей сектора Газа.
В ночь с 30 на 31 мая 2010 года, конвой был остановлен военно-морскими силами Израиля в нейтральных водах вблизи границ Израиля при попытке проникновения в закрытую военную зону. Капитанам судов было предложено принять на борт досмотровую группу и поменять курс на порт города Ашдод.
Израильской досмотровой группе спецназа пассажирами корабля «Мави Мармара» (Mavi Marmara) было оказано сопротивление. В результате последовавших событий были убиты 9 и ранены 30 пассажиров, ранения также получили 10-15 израильских солдат.
Остальные корабли флотилии не оказали сопротивления и были захвачены без жертв. Все корабли были препровождены под охраной в ашдодский порт, где на следующий день часть активистов была выслана за пределы Израиля, а отказавшиеся покинуть Израиль — арестованы и депортированы из Израиля в последующие несколько дней.
Инцидент вызвал существенное осложнение ситуации на Ближнем Востоке, ожесточённые споры о законности и правомерности предпринятых Израилем и организаторами флотилии действий, жёсткую реакцию внешнеполитических министерств многих стран и ООН, многочисленные акции протеста по всему миру.

## Предыстория
Флотилия была организована по инициативе турецкого Фонда защиты прав и свобод человека и гуманитарной помощи, и организации Free Gaza Movement. Free Gaza Movement организовала с 2007 года восемь попыток прорыва блокады сектора Газа, пять конвоев были пропущены Израилем, но после начала операции «Литой свинец» все корабли задерживались.
28 мая 2010 года, за день до отхода флотилии, израильские официальные лица заявляли, что не пропустят без досмотра флотилию в ведущий боевые действия с Израилем сектор Газа. МИД Израиля утверждал, что прорыв блокады привёл бы в дальнейшем к неконтролируемым поставкам оружия движению ХАМАС. Согласно Associated Press, израильское военное командование рассматривало вопрос о проведении саботажа в отношении флотилии, но потом отказалось от этой идеи.
Предлагалось несколько решений данного вопроса, в том числе передача гуманитарного груза в сектор Газа после досмотра пограничной службой Израиля и фильтрации запрещённых Израилем для провоза в сектор Газа по соображениям безопасности товаров (например, цемента, бумаги, ноутбуков, шоколада — по данным организации «Gisha»). Но организаторы флотилии не согласились на эти предложения. Ещё 27 мая, Грета Берлин, одна из организаторов рейда, заявила, что «Целью данной миссии является не столько доставка гуманитарной помощи, сколько прорыв израильской осады 1,5 миллионов палестинцев»..

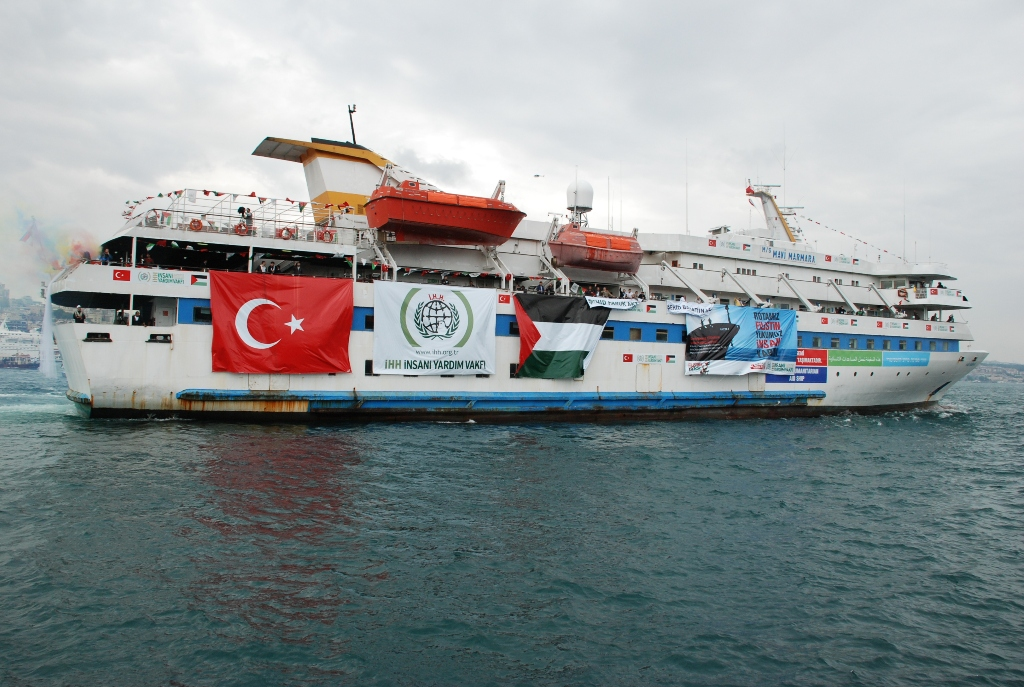
«Мави Мармара» (Mavi Marmara) на выходе из турецкого порта Анталья

Караван судов с грузом гуманитарной помощи вышел из портов Турции 29 мая 2010 года.
На борту кораблей находились, помимо прочих, депутаты Европарламента, лауреат Нобелевской премии мира 1976 года Мейрид Корриган (Северная Ирландия), два депутата германского бундестага от партии «Левые», шведский писатель Хеннинг Манкель, бывший архиепископ грекокатолической церкви Илларион Капуччи и другие.

### Организаторы флотилии
Организатором флотилии являлась правозащитная организация «Free Gaza Movement», зарегистрированная на Кипре. Ранее организация совершила пять прорывов блокады Газы при помощи небольших судов, которые израильские ВМС не перехватывали. Однако после операции «Литой свинец» такие попытки стали пресекаться израильской армией. Так, 29 июня 2009 года корабль организации «Дух Гуманности» был перехвачен израильтянами, а его пассажиры и груз отправлены в порт Ашдода. После этой неудачи Free Gaza Movement стала искать другие организации, заинтересованные в создании большой флотилии для прорыва блокады.
Одной из организаций, откликнувшихся на призыв «Free Gaza Movement», подготовивших флотилию и проводивших конвой, была турецкая «İnsan Hak ve Hürriyetleri İnsani Yardım Vakfı» (Благотворительный фонд прав и свобод человека) или (IHH) — международная мусульманская неправительственная организация, основанная в 1992 году и официально зарегистрированная в Стамбуле в 1995 году.
IHH занималась деятельностью более чем в 120 стран мира, в том числе и в секторе Газа. Например, в 2010 году IHH оказывала помощь пострадавшему от наводнения Пакистану доставкой продовольствия, постройкой сотни домов и др., посылала помощь и специалистов в Гаити после землетрясения (включая два самолёта). Оказывала помощь голодающему населению Африки, строила школы и больницы в развивающихся странах и занималась тому подобной благотворительной деятельностью во многих странах мира. Во время попытки доставить гуманитарную помощь в Газу через территорию Египта в январе 2010 года IHH игнорировала требования египетских властей, результатом чего стали столкновения участников акции с египетскими солдатами, при этом было ранено трое солдат и около 50 участников попытки прорыва границы в Эль-Арише.
В 1996 году данная организация была определена ЦРУ как «радикальная». В докладе ЦРУ отмечались её связи с экстремистскими группировками в Иране и Алжире. Датский институт международных исследований в 2006 году публиковал информацию о том, что IHH в 1990-е годы была тесно связана с «Аль-Каидой». О связях IHH с Аль-Каидой пишет также эксперт по исламистскому терроризму Даниэль Пайпс. Государственный департамент США 2 июня 2010 года заявил, что «связи IHH с Аль-Каидой не могут быть подтверждены». В 1997 году активисты этой организации были арестованы турецкой полицией за закупку оружия предназначавшегося, согласно захваченным документам, для афганских и чеченских террористов. Согласно IHH, Ялчин Топчу, лидер партии великого единства, выразил свою поддержку организаторам флотилии. В июне 2012 года президент IHH Бюлент Йылдырым был допрошен турецкой полицией по подозрению в связях с «Аль-Каидой» и тайном переводе средств этой организации.
Как сообщает турецкая газета Hürriyet, среди раненых пассажиров Mavi Marmara находился как минимум один человек, ранее принимавший участие в пиратстве и террористических актах — Эрдинч Текир Он, по его собственному признанию, участвовал в террористическом нападении на российский паром в Чёрном море в целях освобождения чеченских заключённых, а после выхода из тюрьмы стал добровольцем IHH.
IHH снарядила два грузовых корабля и один крупный пассажирский корабль.
Кроме IHH, к флотилии присоединились организации «Ship of Gaza (Sweden)», «Ship of Gaza (Greece)» и «European Campaign to Break the Siege on Gaza».

### Подготовка к силовому противодействию

#### Со стороны активистов

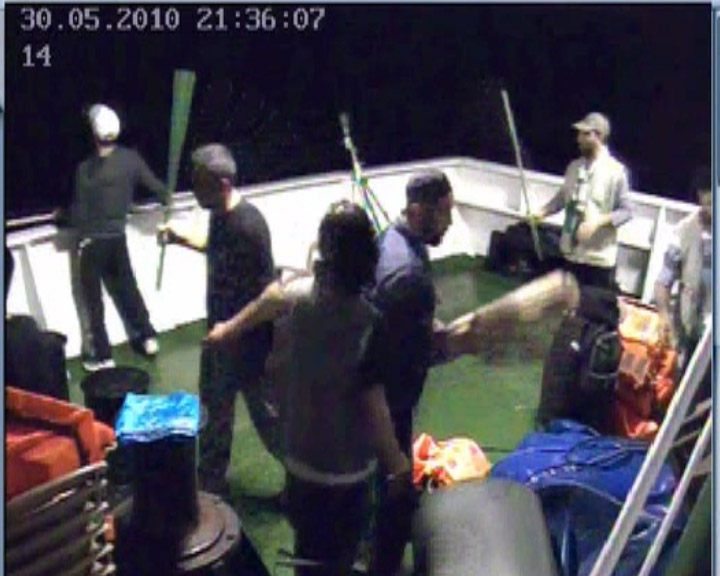
Пассажиры корабля готовятся к конфронтации с израильскими солдатами

Как свидетельствуют видеоматериалы, представленные пресс-службой АОИ, пассажиры корабля начали собираться на палубе, вооружаться подручными средствами (металлическими стержнями, палками, ножами и разбитыми бутылками), надевать спасательные жилеты и противогазы, когда израильские военные приблизились к кораблю, но ещё не высадились на него.
Согласно израильским источникам, часть пассажиров «Мави Мармара» была организована и заранее готовилась к противодействию — была подготовлена специальная группа активистов численностью около 100 человек, которая имела иерархическую структуру и организованно обороняла корабль, во время плавания на корабле проводились учения. Каждый член этой группы имел в своём распоряжении стальной прут, нож или цепь, был снабжён противогазом или респиратором, у некоторых имелись бронежилеты и приборы ночного видения.
В целом ряде сообщений в арабских СМИ об участниках «Флотилии свободы» имеются подтверждения о составлении завещаний, подготовке к мученичеству, решимости добраться до Газы или умереть. Так например, в интервью для «Аль-Джазира» одна из участниц рейда заявила: «Нам светит один из двух благоприятных исходов: мы или станем мучениками, или достигнем Газы.» В видеозаявлениях, предоставленных АОИ, некоторые из активистов флотилии объявляли о своём намерении стать «шахидами» (мучениками). Согласно израильской радиостанции «Решет Бет», двое миротворцев оставили заранее подготовленные видеопослания, сходные с теми, которые оставляют смертники перед совершением терактов. Семьи двоих из убитых активистов заявили турецким СМИ, что их погибшие родственники хотели стать шахидами.
28 мая, за два дня до столкновения, организация Gaza Freedom March заявила, что

Силовой ответ Израиля вдохнёт новую жизнь в движение Палестинской солидарности и привлечёт внимание к блокаде.
Оригинальный текст (англ.)A violent response from Israel will breathe new life into the Palestine solidarity movement, drawing attention to the blockade. 

#### Со стороны АОИ
Правительство Израиля заявило, что не допустит нарушения флотилией морской блокады Газы.
Журналист Макс Блюменталь опубликовал статью, в которой выдвигает версию, что Израиль заранее готовился к насильственному захвату кораблей в случае сопротивления со стороны участников. По его мнению, налёт был спланирован израильскими военными за неделю до событий, и лично одобрен премьер-министром Биньямином Нетаньяху и министром обороны Эхудом Бараком, а спецназовцам израильской армии была поставлена задача проведения миссии, и характер операции был известен задолго до нападения. В качестве доказательства журналист цитирует текст статьи вышедшей в израильской газете «Маарив» 28 мая 2010 г.
По его мнению, подобный «Рембо»-стиль планирования операции делал убийство активистов высоковероятным или вовсе неизбежным; опубликование планов применения насилия вызывало у солдат и общественного мнения Израиля лихорадочный образ стычки в стиле «убей или будь убитым»; планирование поиска взрывчатых веществ предзнаменовало пропагандистскую кампанию АОИ.

## Ход событий
В ночь на 31 мая 2 ракетных катера ВМС Израиля встретили конвой в международных водах и передали предупреждение о запрете захода в зону блокады. Предупреждение было получено и флотилия сменила курс, однако к рассвету вновь направилась в сторону Газы.
Примерно в 4 часа утра корабли ВМС Израиля блокировали конвой. Морская охрана Израиля передала на суда флотилии официальное предупреждение:

Израильские ВМФ: «Mavi Marmara, Вы приближаетесь к району боевых действий, который находится под морской блокадой. Прибрежный район области сектора Газа и порт сектора Газа закрыты для всего морского движения. Израильское правительство поддерживает доставку гуманитарной помощи гражданскому населению в секторе Газа и призывает Вас войти в порт Ашдод. Доставка товаров в соответствии с инструкциями властей будет осуществляться через официальные пропускные пункты под Вашим наблюдением, после чего вы можете вернуться к своим портам приписки на судах, которых Вы прибыли».
Ответ: «Ответ отрицательный, ответ отрицательный. Пункт нашего назначения — Газа».
Оригинальный текст (англ.)Israel Navy: "Mavi Marmara, you are approaching an area of hostilities which is under a naval blockade. The Gaza area coastal region and Gaza harbor are closed to all maritime traffic. The Israeli government supports delivery of humanitarian supplies to the civilian population in the Gaza Strip and invites you to enter the Ashdod port. Delivery of supplies in accordance with the authorities' regulations will be through the formal land crossings and under your observation, after which you can return to your home ports on the vessels on which you have arrived."

Response: «Negative, negative. Our destination is Gaza».

Израильский спецназ на борту захваченного турецкого судна.

Предупреждение было повторено несколько раз, но реакции каравана не последовало. После этого силы Армии обороны Израиля начали операцию силового захвата судов. К кораблям каравана приблизились катера ВМС Израиля, а вертолёты высадили на палубы кораблей отряды морского спецназа.
По сообщениям «Би-би-си» и «Аль-Джазиры», этот инцидент произошёл в открытом море в 64 или 65 км от берега сектора Газа. Израиль также признал, что турецкое судно было перехвачено в нейтральных водах.
Во время операции по захвату турецкого судна «Мави Мармара» было убито 9 пассажиров, более 30 было ранено. Первоначально источниками в «Free Gaza Movement», арабскими, турецкими и частью мировых СМИ число погибших заявлялось в 19 человек. Министр обороны Израиля возложил ответственность за гибель людей на организаторов гуманитарной миссии.
На 1 июня 45 пострадавших находились в больницах Израиля, 6 из них — раненые солдаты, остальные — пассажиры судна. 2 июня из 670 задержанных участников флотилии около 120 — граждане Малайзии, Индонезии, Бахрейна, Кувейта и Пакистана — были депортированы Израилем в Иорданию, остальные активисты освобождены и 3 июня прибыли Турцию Вместе с ними были доставлены тела 9 погибших. Несколько человек остались на излечении в больницах Израиля.
В Стамбуле вернувшихся активистов встречали группы поддержки, декламирующие «Аллах Акбар!», «Смерть Израилю» и «Смерть евреям».

### Версия израильской стороны
Представитель пресс-службы Армии обороны Израиля заявил, что так как в 2010 году из Газы по Израилю было выпущено более 140 ракет и миномётных снарядов, АОИ считало себя обязанным проверить груз судов флотилии и убедиться, что там нет оружия
Израильское правительство неоднократно предлагало представителям миссии разгрузить гуманитарный груз в порту Ашдода и доставить его в сектор Газа по суше. Однако Израиль ограничивает поставки в Газу некоторых товаров, а также строительных материалов (цемента), поскольку утверждает, что Хамас использует его в военных целях.. Организаторы отказались разгружать гуманитарную помощь на территории Израиля. Во время высадки военнослужащих на 5 кораблях из 6 активного сопротивления не было и они были направлены в ашдодский порт.
Заместитель министра иностранных дел Израиля Даниэль Аялон сказал, что на борту захваченного корабля было найдено заранее приготовленное оружие (ножи и другое холодное оружие). Также, в ходе штурма двум пассажирам удалось отобрать у израильских солдат пистолеты и они открыли из них огонь по спецназовцам. По версии Аялона эти люди были задержаны, а по версии агентства Ассошиэйтед Пресс — застрелены. На фото, представленных пресс-службой ЦАХАЛа, показаны также дисковые пилы, с помощью которых, по версии израильской стороны, были нарезаны стальные прутья.

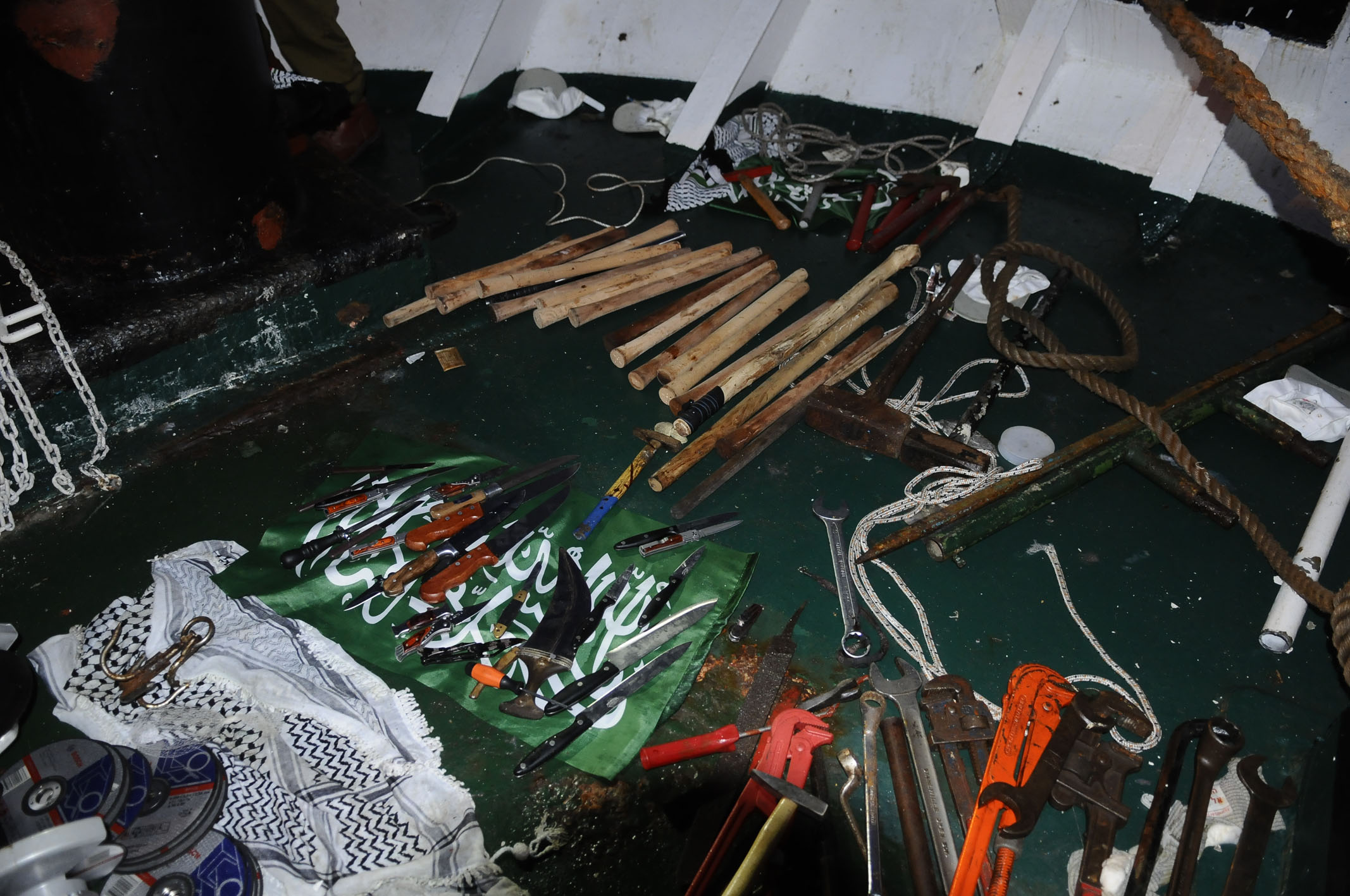
Часть средств, пущенных в ход пассажирами корабля во время конфронтации

Согласно израильским источникам, на борту корабля находились около 600 экстремистов, приготовивших организованную оборону против попыток захвата корабля, хотя по заявлению пресс-службы Армии Израиля организаторы акции утверждали, что она носит мирный характер и обещали не оказывать сопротивления военным. Во время захвата судна было ранено холодным и огнестрельным оружием по разным сведениям от 10 до 15 израильских военнослужащих, из них двое попали в больницу в тяжёлом состоянии. 31 мая пресс-служба Армии обороны Израиля начала публикацию видеоматериалов, демонстрирующих «попытку убийства израильских коммандос, высаживающихся на судно» «активистами», вооружёнными подручными материалами (палками, бейсбольными битами, железными прутами, ножами и стульями).
Сержант С., застреливший шестерых из 9 погибших, утверждает, что когда он спустился на палубу корабля, то был немедленно атакован «бандой наёмников», вооружённых железными прутами, бейсбольными битами и двумя пистолетами. При этом он увидел, что трое из его командиров, ранее спустившихся на палубу, тяжело ранены: один с огнестрельным ранением в живот, второй с огнестрельным ранением в колено, а у третьего разбит череп железным прутом. В попытке защитить раненых С. открыл огонь по нападавшим и убил шестерых из них из штатного пистолета «Глок». Ещё троих убили другие солдаты. По утверждению С. он начал стрелять лишь тогда, когда один из нападавших приставил пистолет к голове раненого.
Израильская пресса со ссылкой на военных утверждает, что на палубе «Мави Мармара» были найдены стреляные гильзы, не принадлежащие оружию израильских солдат, а капитан судна на допросе сообщил, что наёмники выбросили огнестрельное оружие за борт.. Участвовавший в рейде лидер IHH Бюлент Илджирим заявил по возвращении в Турцию, что боевики выбросили за борт оружие, захваченное у израильских солдат.
По данным израильского «Информационного центра изучения терроризма» (ИЦИТ): «только через 40 минут попыток линчевания солдат ЦАХАЛа, им было дано разрешение на открытие огня». Официальный представитель АОИ, полковник Ицхак Туджеман, выступая на брифинге 6 июня, заявил, что приказ о применении огнестрельного оружия был отдан высадившемуся на борт «Мави Мармара» спецназу через 7 минут после того, как они попали под обстрел.
Согласно агентству «Досье Дебка» и «ИЦИТ», у части пассажиров «Мави Мармара» с собой не было документов, но были конверты, содержащие до десятков тысяч евро.
Согласно «ИЦИТ», израильские солдаты были вооружены пейнтбольными ружьями и боевыми пистолетами. Это подтверждается пассажирами одного из кораблей флотилии, которые сообщили, что солдаты имели, либо применяли, пейнтбольные ружья.. Скриншот видеоролика пресс-службы АОИ — пейнтбольное ружьё.
Пресс-служба АОИ опубликовала имена 5 активистов, находившихся на судне «Мави Мармара», о связи которых с террористическими организациями (Аль-Каида, ХАМАС, Исламский Джихад), согласно АОИ, есть точная информация.
24 октября 2010 года, в ходе дачи показаний комиссии Тиркеля, начальник Генерального штаба Израиля Габи Ашкенази подчеркнул, что
… пассажиры «Мави Мармара», среди которых было много боевиков IHH, первыми открыли огонь по солдатам, и те были вынуждены защищаться.
Он также добавил, что коммандос «значительно ограничили свою свободу применения оружия, чтобы предотвратить жертвы среди невинных людей».

### Версия активистов

«Турецкие активисты оказывают помощь израильскому солдату». Официальный альбом организации Free Gaza в Flickr. Источник: IHH

Активисты правозащитных организаций с самого начала утверждали, что они были не вооружены и начали обороняться лишь после того, как израильские солдаты открыли по ним огонь.
Активисты на борту не отрицают, что они оказали сопротивление, но утверждают, что оно было неорганизованным, а, скорее израильские вертолёты, корабли и стрельба «создали атмосферу, когда люди были вынуждены защитить себя».
Находившаяся на захваченном судне депутат израильского парламента Ханин Зоаби сразу после освобождения рассказала журналистам, что израильские военные «открыли огонь по судну с безоружными людьми ещё за несколько минут до десантирования». Она также заявила, что у властей Израиля находится плёнка, на которой зафиксированы факты убийства десяти пассажиров судна, и потребовала от властей её публикации.
Жена капитана, Нилюфер Орен (Nilüfer Ören), заявила, что нападавшие израильские солдаты использовали звуковые бомбы и дымовые шашки. Поэтому активисты и члены экипажа надели противогазы. Активисты заявляют что военные открыли огонь по кораблю ещё до высадки. По словам журналиста «Аль-Джазиры» Джемаля Эльшайяля, солдаты стреляли без разбора боевыми патронами из вертолёта, прежде чем они попали на палубу
Ханин Зоаби, сказала, что солдаты отказались оказывать медицинскую помощь нескольким раненым активистам по её просьбе, что впоследствии привело к их смерти. Она также сказала, что солдаты открыли огонь перед высадкой на палубу. При этом из видеозаписи событий следует, что именно Зоаби пыталась помешать эвакуации раненых пассажиров, утверждая, что раненые не желают ехать в израильскую больницу, а израильский военный врач настаивал на немедленной отправке пострадавших.
Освобождённый в тот же день депутат от «Левой партии» германского бундестага Норман Пех (нем. Norman Paech), названный каналом Би-би-си пропалестинским активистом, заявил, что «у трёх активистов, оказывавших сопротивление израильскому спецназу, не было ни ножей, ни топоров, а только палки, которые они использовали для самозащиты». 

При этом, позже он сказал, что «не может исключить того, что активисты использовали оружие в другом месте на судне».
По словам одного из организаторов конвоя Одри Бомса, на судах не могло находиться никакого огнестрельного оружия, так как все они тщательно досматривались перед отправкой из порта. Ещё одна из организаторов, Хувейда Арраф, также утверждает, что участники не были вооружены огнестрельным оружием, но не спорит с утверждением радиоведущего о наличии ножей и прутьев на флагманском корабле.
Представители турецкого таможенного ведомства также подтвердили, что все пассажиры перед отправкой корабля прошли проверку через металлодетекторы и рентгеновские аппараты, и никакого оружия при них обнаружено не было. Кроме того, они заявили, что утверждения израильской стороны о наличии на одном из судов флотилии оружия являются «полным бредом». Однако оператор чешского ТВ, который был на другом корабле, утверждает, что проверки багажа не осуществлялись перед погрузкой, и на корабль, в котором он плыл, можно было пронести что угодно. Кроме того, согласно данным ИЦИТ, снаряжение IHH было загружено ещё по выходе корабля из Стамбула и погружено на борт без какой-либо проверки службами безопасности.
Доступ СМИ к задержанным активистам был ограничен властями Израиля. Активист Хувейда Арраф сообщила, что как только на борту оказались израильские войска, они забрали все средства связи, фотоаппараты и карты памяти.
По словам Кевина Неиша, активиста из Канады, «солдаты открыли огонь с вертолётов по кораблю, и начали погром».
Корреспондент газеты «Guardian» Гарриет Шервуд утверждает, что «Израиль, после введения запрета на связь с задержанными активистами, немедленно начал утончённую кампанию в СМИ для обеспечения доминирования своей версии событий».

Находившийся на судне Мухаммед Балтаджи (член египетского парламента от «Братьев-мусульман»), рассказал в своём интервью на одном из каналов египетского телевидения, как экипаж судна чуть было не захватил в плен израильского солдата: 
«Мы уже окружили его. Нам удалось завладеть его оружием. Он стоял совершенно беспомощный».
Турецкий активист, доктор Хюсейин Уйсал (на фото справа), оказывавший первую помощь трём обезоруженным израильским солдатам, подтвердил, что у активистов не было намерений убивать их:

Я доктор, поэтому израильские солдаты были приведены ко мне, чтобы я мог оценить их состояние и оказать им соответствующую помощь. Передо мной лежали наши раненые и убитые, а я тем временем оказывал помощь тем самым солдатам, которые их убили или ранили. Никто из тех, кто находился в медицинском центре, не пытался как-либо навредить им.
Оригинальный текст (англ.)I am a doctor, and the Israeli soldiers were brought to me to check their medical situation and treat them properly. I had our dead bodies and injured people lying in front of me and I was treating the soldiers that actually killed and wounded them. None of our friends in the center approached to harm or hurt them.

После того турецкий журналист исламистской газеты Milliet Адем Оцкоз, участвовавший в рейде в Газу был в 2012 году арестован в Сирии и провёл два месяца в сирийской тюрьме, он заявил, что «по сравнению с сирийской тюрьмой израильский центр предварительного задержания — пятизвёздочный отель».

### Версия команды «Мави Мармара»
Капитан корабля «Мави Мармара» Мехмет Тубал рассказал, что ещё за два часа до инцидента пытался убедить активистов не оказывать сопротивления АОИ. Другой офицер из команды сообщил, что около 40 человек, активистов IHH, «фактически захватили судно в свои руки, контролируя всё происходящее и не давая другим пассажирам свободно передвигаться по кораблю». Экипажу удалось выбросить за борт довольно большое количество подготовленных активистами для столкновения металлических палок, цепей и пр.

### Задержанные пассажиры
На борту кораблей находились граждане следующих стран:
- Австралия
- Азербайджан (2 чел.)[136][137]
- Алжир (10 человек, депутаты)[138]
- Бельгия
- Болгария (2 чел.)
- Бразилия (1 чел.)[139]
- Великобритания (28 чел.)[140]
- Германия
- Греция (около 30 чел.)[141]
- Израиль
- Ирландия (7 чел.)[139]
- Италия (5 чел.)
- Канада
- Кувейт
- Ливан
- Малайзия
- Марокко
- ОАЭ
- Норвегия
- Пакистан
- ПНА
- Сербия
- США
- Турция (350—400 чел.)[142]
- Франция[136]
- Чехия[136]
- Швеция

### Задержанные суда
три грузовых, три пассажирских (из СМИ)
- Challenger 1
- Challenger 1I
- Eleftheri Mesogeios
- Mavi Marmara
- Rachel Corrie
- Sfendoni

### Погибшие и пропавшие без вести
Погибшие:
- Ибрахим Бильгем, 1949 г. р.
- Али Хайдар Бенги, 1971 г. р.
- Джевдет Кылычлар, 1972 г. р.
- Четин Топчуоглу, 1956 г. р.
- Недждет Йылдырым, 1978 г. р.
- Фуркан Доган, 1991 г. р.
- Фахри Ялдыз, 1963 г. р.
- Ченгиз Сонгюр, 1969 г. р.

Пропавшие без вести:
- Айдын Атач

Согласно «Гардиан» со ссылкой на турецкую уголовно-медицинскую экспертизу, проводившую вскрытие, 5 из 9 пассажиров «Мави Мармара» были убиты выстрелами в голову или в спину, а один из них, 19-летний гражданин США Фуркан Доган, погиб от пяти пулевых ранений, включая выстрел в лицо, произведённый на расстоянии менее чем 45 см.
Согласно данным ИЦИТ, 7 из 9 погибших выразили перед рейдом желание стать шахидами, 8 из них принадлежали к исламистским турецким организациям. Ни один из них не был мирным активистом.

## Международная реакция

### Реакция со стороны ООН
- 31 мая Генеральный секретарь ООН Пан Ги Мун заявил, что шокирован действиями израильской стороны. Он осудил убийства, призвал к тщательному расследованию причин кровопролития и потребовал у Израиля подробных объяснений по поводу происшедшего[2][152]. 3 июня Пан Ги Мун потребовал от Израиля немедленного снятия блокады с сектора Газа. По его словам, именно блокада сектора привела к трагическим событиям 31 мая[153].
- В этот же день Верховный комиссар ООН по правам человека Наванетхем Пиллэй также осудила действия Израиля и потребовала отмены блокады сектора Газа. По её собственным словам, была шокирована известием о нападении израильских военных на гуманитарный конвой, повлёкшим за собой человеческие жертвы[2][154].
- 1 июня Совет Безопасности ООН на своём экстренном совещании, созванной по инициативе Турции и Ливии, осудил действия Израиля, выразил свои соболезнования семьям погибших и призвал к проведению «беспристрастного и вызывающего доверие расследования в соответствии с международными стандартами»[155]. Принятие СБ ООН, по мнению Израиля, «традиционно антиизраильской резолюции» объединило его еврейских депутатов. Авигдор Либерман позвонил Генсеку ООН Пан Ги Муну и обвинил ООН в «лицемерии и предвзятом отношении к Израилю»[156].
- 4 июня Комитет ООН по правам человека принял решение расследовать, при каких обстоятельствах турецкое судно взял на абордаж израильский спецназ. Премьер-министр Израиля Биньямин Нетаньяху резко осудил это решение, а вице-премьер правительства Моше Яалон заявил, что его страна «не банановая республика» и «никто не станет нам указывать, что делать». Однако министр торговли и промышленности Биньямин Бен-Элиезер заявил, что «не видит проблемы» в создании международной комиссии, но в таком случае она должна также расследовать действия организаторов «флотилии» и их связи с радикальным исламизмом[157].

### Реакция в разных странах

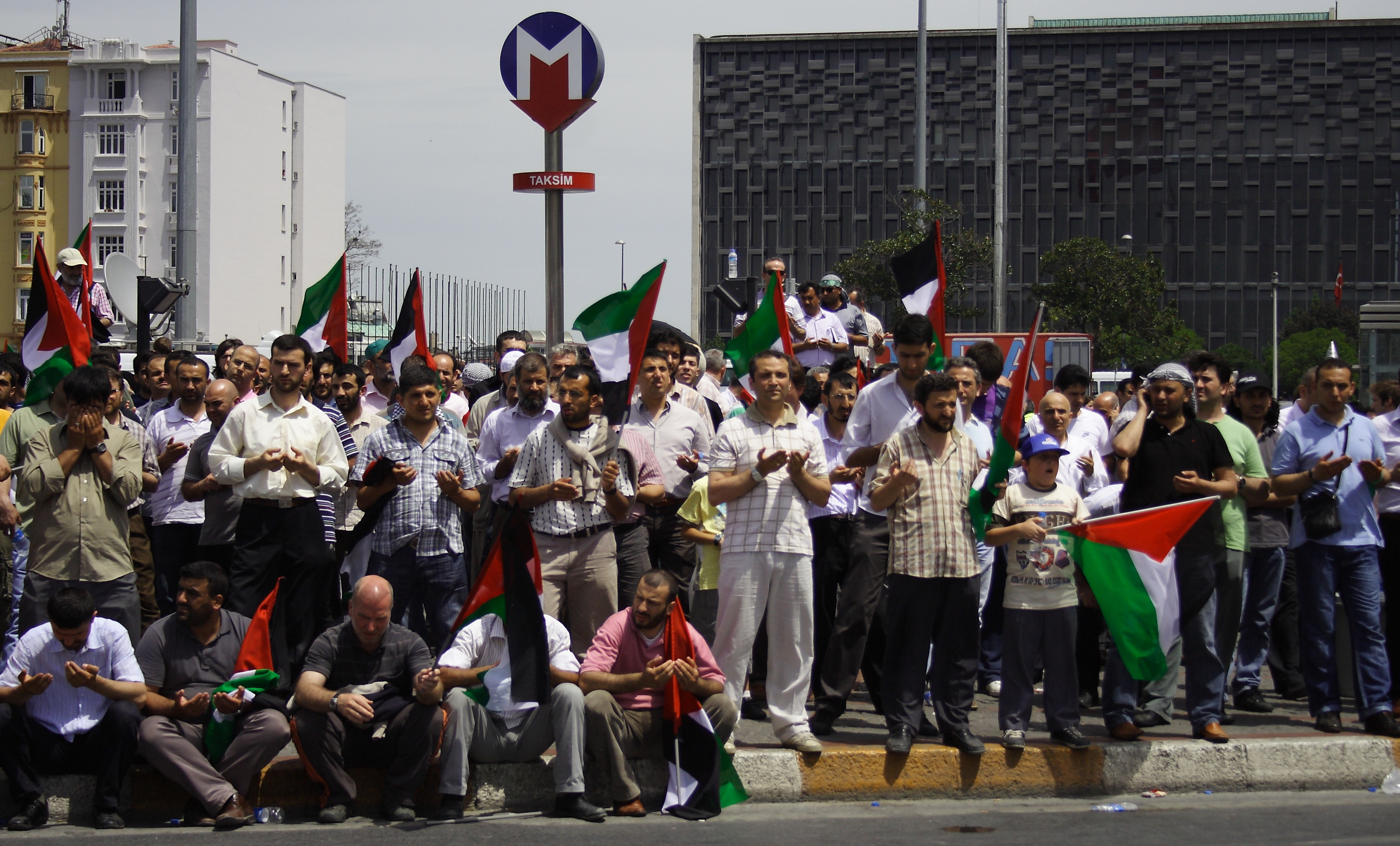
Протестующие молятся перед демонстрацией против атаки израильтян на турецкую флотилию мира. Стамбул, 31 мая 2010 года

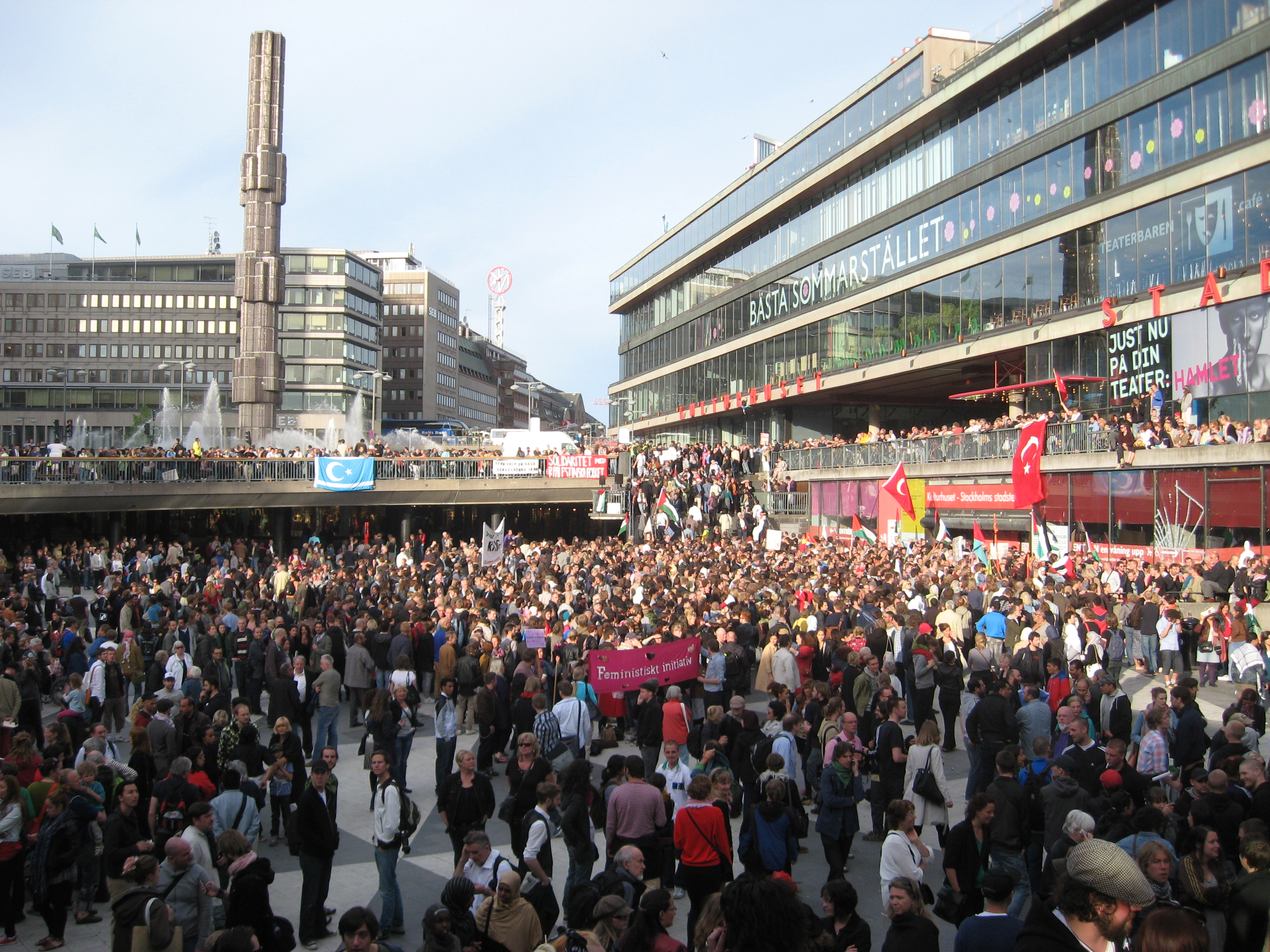
Антиизраильский митинг в Стокгольме. 1 июня 2010 года

ЕС призвал провести расследование по факту гибели людей. Сирия потребовала срочного созыва ЛАГ. 1 июня 2010 г. в Каире ЛАГ созвала экстренное совещание. Испания потребовала объяснений от Израиля США выразили сожаление по поводу инцидента. МИД РФ осудил применение силы Израилем против каравана. Председатель Палестинской администрации Махмуд Аббас официально объявил о 3-дневном государственном трауре по жертвам инцидента.
Президент России Дмитрий Медведев разделил мнение большинства мировых политиков. Он назвал гибель людей в результате атаки израильских военных на гуманитарный конвой «невосполнимой и абсолютно не мотивированной» потерей.
Россия осудила нападение Израиля на международную флотилию и надеется, что переговоры между палестинцами и израильтянами по-прежнему возможны. Она также настоятельно призывает израильтян исключить возможность подобных инцидентов в будущем.
Посол России в ООН Александр Панкин на экстренном заседании Совета Безопасности выразил соболезнования семьям погибших и подчеркнул, что этот акт насилия, является грубым нарушением международного права. По его словам, международное сообщество единогласно в осуждении действий Израиля.
Заместитель министра иностранных дел Италии Альфредо Мантика назвал попытку прорыва «провокацией». Высказав мнение о том, что «было бы наивностью со стороны организаторов флотилии думать, что это может пройти без израильской реакции», и что «кто-то хотел проверить, насколько резкой будет реакция Израиля», он, вместе с тем, не оправдал действия АОИ.
Некоторые израильские СМИ назвали произошедшее на борту «Мави Мармара» «побоищем», имея в виду действия активистов и приводя слова представителя пресс-службы АОИ о том, что армия могла не допустить пострадавших с её стороны, «однако это было бы достигнуто путём гораздо больших жертв со стороны участников флотилии, а этого мы крайне не хотели», арабские СМИ назвали «резнёй»..
Российский журналист Михаил Войтенко — главный редактор интернет-издания «Морской бюллетень», известный как специалист в области морского судоходства, высказал мнение, что история с флотилией — очевидная провокация, обосновав это тем, что на флагмане «Флотилии провокаторов» не было грузового трюма, хотя основной целью была объявлена доставка гуманитарных грузов. Войтенко обращает внимание, что для доставки 10 тысяч тонн гуманитарных грузов не требовалось 6 судов, достаточно было одного грузового парохода и доставка обошлась бы в этом случае значительно дешевле. Российский востоковед, доктор философских наук Александр Игнатенко полагает затею с «Флотилий свободы» крупной внешнеполитической ошибкой Турции. По его мнению, попытки турецкого «политического вторжения» в этот регион вызывают негативную реакцию арабских стран.
Николас Кристоф, обозреватель газеты «NY Times», двукратный лауреат Пулитцеровской премии, назвал действия Израиля «тупым использованием силы со смертельным исходом». По его мнению, Израиль настроил против себя своих сторонников в США, которые имеют решающее значение в деле защиты существования Израиля. «Это бескомпромиссная политика истощения международного политического капитала Америки, а также своего собственного». Кристоф также связал слова главы Моссада Меира Дагана, заявившего (в связи разногласиями относительно строительства в поселениях) 1 июня в кнессете о том, что «Израиль постепенно превращается из актива США в обузу», с кризисом вокруг флотилии.
В редакционной статье «The Washington Post» указывается, что Израиль поступил недальновидно, однако при этом, по мнению редакции, мировое сообщество должно быть больше обеспокоено связями между премьер-министром Турции Эрдоганом и организатором флотилии фондом IHH, входящей в исламистский «Союз добра» (англ. Union of Good), признанный в США организацией, поддерживающей террористов. По мнению газеты важно расследовать личную роль Эрдогана в инциденте с флотилией..
Президент Ирана Махмуд Ахмадинежад обратился к Совету Безопасности ООН с требованием принять «суровую» резолюцию в ответ на осуществлённую накануне атаку ВМС Израиля, выступая по местному телевидению он призвал Совбез ООН одобрить документ, который «отсёк бы руки Израилю», таким образом помешав ему «совершить новые преступления».
31 мая и 1 июня в ряде стран мира прошли массовые антиизраильские выступления. Самая масштабная акция прошла в Стамбуле, где собрались около 10 тысяч человек.
Многочисленные митинги прошли также в мусульманских странах Азии и Северной Африки. Несколько антиизраильских акций прошли также во Франции, Греции, Швейцарии, Нидерландах, России и скандинавских странах.
Антиизраильские манифестации против блокады сектора сектора Газа прошли в течение недели в ряде европейских городов, в частности в Дюйсбурге, Дюссельдорфе, Франкфурте, Дублине, Лондоне, Эдинбурге, Лионе, Монпелье и Ницце. В столице Франции участие в манифестациях приняли десятки тысяч человек, в том числе проживающие в Париже евреи.
В США, Канаде, Бельгии, Германии, Франции и некоторых других странах Европы прошли массовые демонстрации в поддержку Израиля. «Израиль должен знать, что у него есть настоящие друзья», — сказали организаторы акций.
Президент Сената Чехии Пшемысл Соботка выразил сожаление в связи с гибелью людей и заявил, что у него нет сомнений о провокационном характере якобы «гуманитарной» акции. Так же он сказал, что подобное мнение разделяют многие в Европе, но боятся выразить его открыто
В опубликованной Libération статье «Почему я защищаю Израиль» французский интеллектуал, философ Бернар-Анри Леви, заявил, что хотя он продолжает считать, что «при захвате „флотилии свободы“ Израиль действовал „глупо“» и «мог бы избежать тактической и медиаловушки, расставленной провокаторами», тем не менее он считает, что «нельзя смириться и с потоком лицемерия, лжи и дезинформации», который обрушился на Израиль «по СМИ всего мира». В отношении предлагаемой комиссии по расследованию Комитета ООН по правам человека, Леви считает, что она будет изначально настроена против Израиля, и в качестве отрицательного примера приводит «комиссию Голдстона», в которой «4 из 5 судей не скрывали своих антисионистских позиций, и которая работала под надзором эмиссаров Хамаса»..
С 12 июля 2010 года Германия объявила вне закона организацию IHH в Гамбурге, землях Гессен и Северный Рейн — Вестфалия, в связи с тем, что IHH в сотрудничестве с ХАМАС организовала отправку флотилии для прорыва блокады сектора Газа. Об этом сообщил министр внутренних дел Германии Томас де-Мезьер.

### Реакция в Турции
Известие о захвате турецкого судна и гибели людей вызвало резкую негативную реакцию в Турции. Турция отозвала из Израиля своего посла и потребовала объяснений у израильского посла в Анкаре.
1 июня, выступая в парламенте страны перед депутатами правящей партии, премьер-министр Турции Тайип Эрдоган заявил, что действия Израиля заслуживают решительного осуждения и назвал их «штурмом против гуманности, вопреки международным законам и миру во всём мире». 2 июня на заседании турецкого парламента было решено пересмотреть отношения между Турцией и Израилем.
Тысячи турок вышли на акции протеста. Во время этих акций произошли беспорядки, в том числе попытка захвата консульства Израиля в Стамбуле. Израиль принял решение об эвакуации из Турции семей израильских дипломатов по соображениям безопасности. Во время антиизраильской демонстрации организованной «Исламской партией Саадет» 5 июня в Стамбуле митингующие использовали нацистскую символику и плакаты с прославлением Адольфа Гитлера.
Живущий в США имам Фетхулла Гюлен, считающийся влиятельным религиозным лидером Турции, подверг критике попытку доставить помощь в Газу без согласия Израиля, считая что это не даст плодотворных результатов. Он назвал затею с отправкой флотилии «отвратительной». С ним согласен международный аналитик Мехмен Калъйонджу (Mehmet Kalyoncu), он считает, что вне зависимости от отношения к Израилю и блокаде в гуманитарной деятельности следует применять законные средства. И если IHH не желает сотрудничать с Израилем, то гуманитарную помощь можно доставить через ООН-овское агентство БАПОР или в сотрудничестве с Египтом.
Протест турецкого руководства вызвали ролики, выложенные пресс-службой АОИ на YouTube. В Анкаре утверждают, что эта видеосъёмка «заведомо ложная» и представляет Турцию в невыгодном свете. Для того, чтобы ограничить доступ к информации об инциденте с «Флотилией свободы» минсвязи Турции потребовало от интернет-провайдеров блокировать поисковик Google.
28 июня Турция в ответ на атаку флотилии закрыло воздушное сообщение с Израилем. По официальным данным закрытие воздушного пространства Турции касается только израильских военных самолётов. Данное решение не относится к коммерческим полётам.
В феврале 2011 года Турция направила в ООН свой доклад по нападению на флотилии.
Как заявил 2 сентября 2011 года на специальной пресс-конференции министр иностранных дел Турции Ахмет Давутоглу, за отказ Израиля принести официальные извинения за инцидент с флотилией турецкое правительство решило выслать израильского посла из страны. Также представительство Турецкой республики в Израиле будет снижено до уровня второго секретаря посольства и отменены все военные соглашения с Израилем.
Для Турции непосредственным поводом к фактическому разрыву дипломатических отношений с Израилем стала публикация отчёта комиссии ООН под руководством Джеффри Палмера, расследующей инцидент с флотилией, который признаёт законными блокаду Газы и действия Израиля по её осуществлению.

### Реакция в Израиле

#### В поддержку операции АОИ

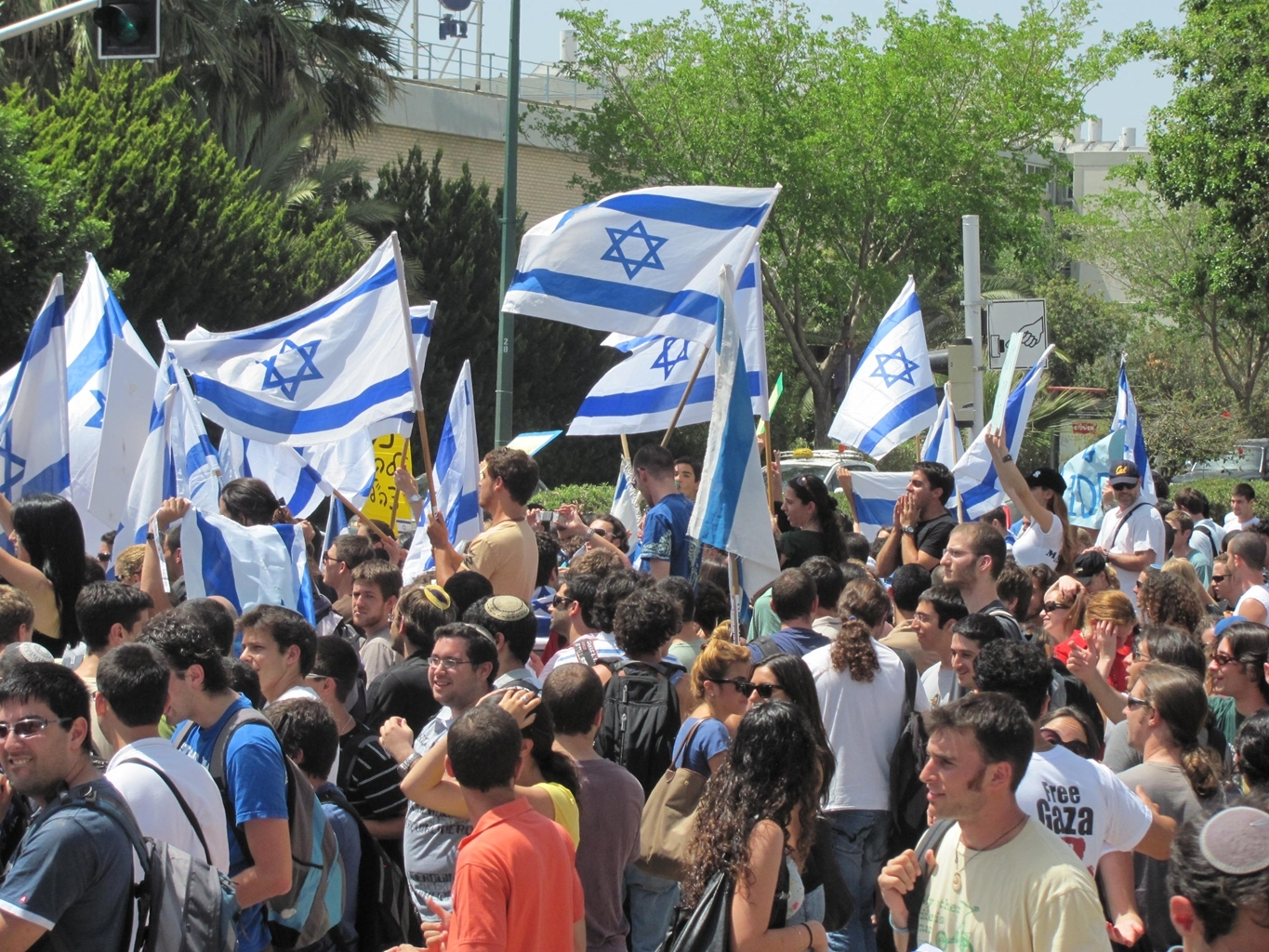
Демонстрация студентов Тель-Авивского университета в поддержку действий Израиля.

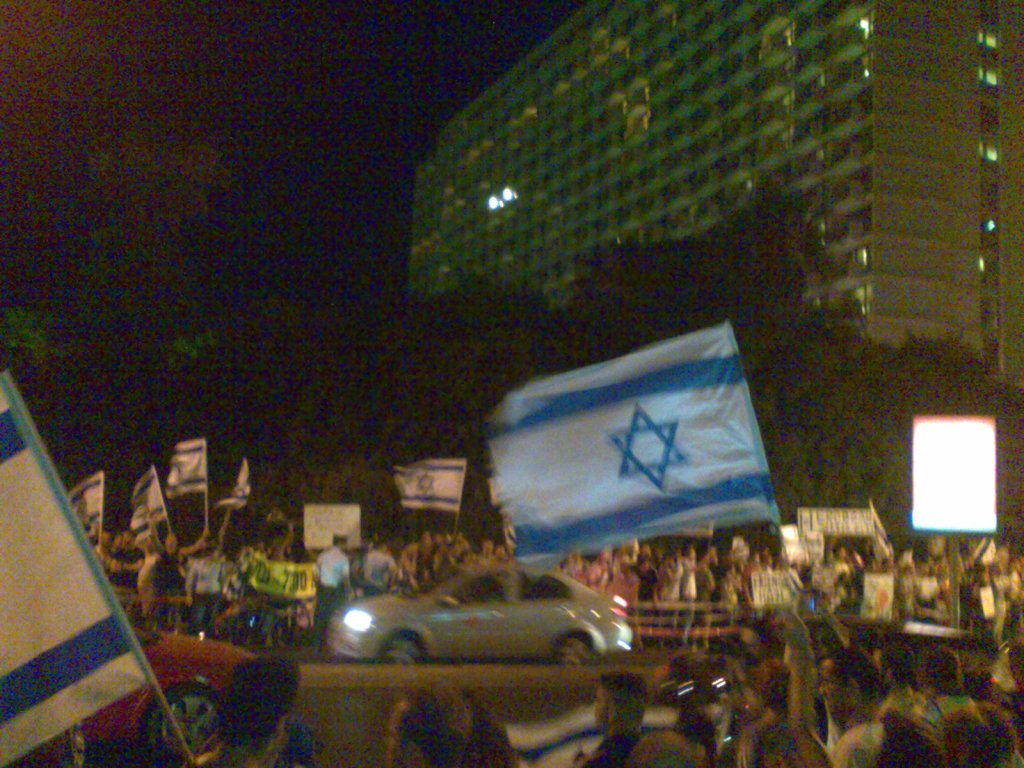
Демонстрация протеста у посольства Турции в Тель-Авиве 3 июня 2010

Премьер-министр Израиля Биньямин Нетаниягу в своём выступлении полностью поддержал действия Армии обороны Израиля по предотвращению прорыва блокады, и заявил что Израиль, невзирая на «международную атаку лицемерия», не откажется от права на самооборону.
Лидер оппозиции в Кнессете Ципи Ливни также поддержала действия бойцов пограничной службы, и заявила, что «В защите и поддержке ЦАХАЛа и наших бойцов нет и не может быть оппозиции и коалиции».
Как заявил Ярив Бен-Элиэзер в израильской газете «Маарив»: «Когда я вижу лицемерную „флотилию свободы“, в которой принимают участие враги Израиля вместе с израильскими гражданами, призывающие к международному бойкоту своего государства — я чувствую себя ужасно».
31 мая вечером в Тель-Авиве у здания турецкого посольства прошла антитурецкая демонстрация в составе более 500—1000 человек с лозунгами «Турция — проститутка», а также в поддержку Армении и курдских повстанцев. Ещё одна более многочисленная антитурецкая демонстрация прошла там же 3 июня.
1 июня прошла серия демонстраций в поддержку АОИ от г. Кирьят-Шмона на севере до г. Эйлат на юге Израиля. Демонстрации также прошли в Тверии, Хадере, Афуле, Бейт-Шеане, Нетаньи, Раанане, Тель-Авиве, Иерусалиме, Гуш-Эционе и в 30 других городах и населённых пунктах и перекрёстках шоссе.
Движение «Им тирцу» провело серию ралли в университетах по всей стране с участием сотен студентов: в хайфском Технионе, Тель-авивском университете. Акция в поддержку израильской армии прошла в Университете имени Бен-Гуриона в Беэр-Шеве под лозунгом: «Мы пришли с оружием для пейнтбола, а получили линч».

#### Другие мнения

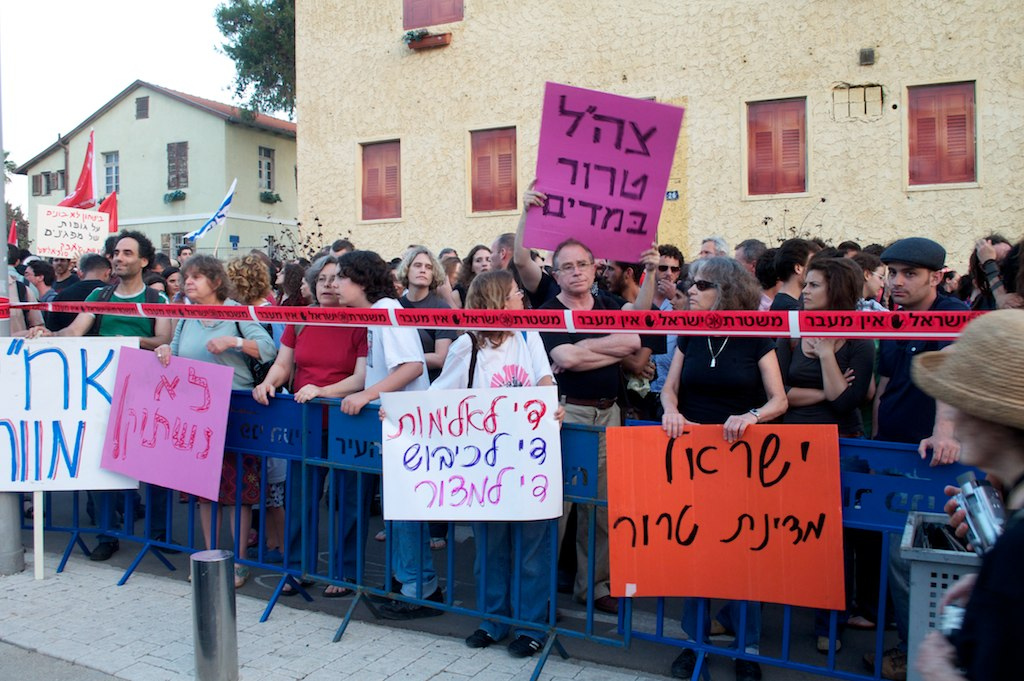
Израильская демонстрация протеста у Министерства обороны Израиля, осуждающая действия АОИ в отношении флотилии. 31 мая 2010 года. Надписи на плакатах «АОИ — террор в форме» и «Израиль — государство террора». Демонстрация проведена партиями Хадаш, Мерец и другими движениями левой направленности.

Согласно Давиду Гроссману, обозревателю израильского «Гаарец»: «Никакие объяснения не могут оправдать или скрыть совершённое вчера преступление. Никакие оправдания не могут объяснить идиотизм, с которым действовали армия и правительство. Израиль не посылал своих солдат, чтобы хладнокровно убивать граждан, и рассчитывал, что ничего подобного не произойдёт».
Ронен Бергман, ведущий военный и политический аналитик израильской газеты «Едиот Ахронот», в своей статье, назвав операцию ошибкой, пишет, что у израильских военных было несколько месяцев, чтобы принять наименее ущербное для имиджа Израиля решение в отношении флотилии, как это практиковалось раньше. Но, видимо, тот факт, что политическое и военное руководство приняло решение о проведении такой безответственной операции, говорит о том, что Израилю надоели попытки удовлетворять мировое общественное мнение. Согласно Бергману, морской спецназ не обучен и не приспособлен к выполнению подобных операций, когда ему приходится сталкиваться с гражданскими лицами.
Израильская неправительственная организация «Бецелем» в своём пресс-релизе заявила: «Среди фактов, которые должны быть расследованы, использовала ли армия пропорциональную силу, были ли обучены войска к решению подобных ситуаций, имелись ли у них правильные средства, какие инструкции были даны солдатам для открытия огня, были ли рассмотрены альтернативные варианты.»
В интервью немецкой «Die Tageszeitung» лидер фракции арабской партии «Балад» в Кнессете Джамаль Захалка заявил: «На борту судов „Флотилии мира“, направлявшихся в блокированный сектор Газа, находились и мусульмане, и христиане, и евреи. Израиль попытался лишить гуманитарную миссию законности ещё до её начала, объявив о том, что на борту находятся террористы. Операция израильской армии, представляет собой случай пиратства и является военным преступлением. Израиль изначально планировал убить одних, чтобы испугались другие».
Согласно израильской организации «Гуш Шалом», в протесте у здания министерства обороны Израиля приняло участие более 2000 человек. Среди прочих лозунгов протестующие использовали «Биби, Барак — кровь активистов на твоих руках» и «Нет — пиратству, да — миру».
Израильский журналист и левый политический деятель Ури Авнери, «Би-би-си» и некоторые другие российские СМИ сравнивают инцидент с «Мави Мармара» с инцидентом с судном «Эксодус», которое в 1947 году пыталось нелегально доставить 4515 евреев-иммигрантов, выживших в Холокосте, в подмандатную Палестину (тогда британские военные в нейтральных водах штурмом овладели судном и депортировали пассажиров в Европу; при захвате судна пассажиры оказали сопротивление, погибли 3 человека).
<!--
-->
Ряд источников считает, что конфликт с захватом «Флотилии свободы» был спровоцирован именно турецкими политиками, намеренно обостряющими отношения с Израилем ради внутри- и внешнеполитических целей.

## Законность рейда

### Мнения о незаконности захвата
Развёрнутый комментарий с оценкой правомочности действий израильской стороны дал на своём сайте бывший глава отдела по морским вопросам МИД Великобритании, бывший посол в Узбекистане и бывший ректор университета в Данди Крэйг Мюррей (Крейг Мюррей):

…Этот акт стоит рассматривать скорее как проявление незаконных военных действий. С правовой точки зрения здесь возможны только два варианта. Первый: израильский спецназ убил находившихся на корабле активистов согласно приказам своего правительства. В таком случае, Израиль находится в состоянии войны с Турцией, и произошедший инцидент попадает под категорию военных преступлений. И второй: если убийства не были санкционированы израильской стороной, то эти события квалифицируются как убийства, совершённые в сфере действия турецкой юрисдикции. В случае, если Израиль не считает себя находящимся в состоянии войны с Турцией, он обязан передать виновных в убийстве спецназовцев турецкой стороне для проведения над ними суда согласно турецким законам.
Оригинальный текст (англ.) It is rather an act of illegal warfare. 

There are therefore two clear legal possibilities.
Possibility one is that the Israeli commandos were acting on behalf of the government of Israel in killing the activists on the ships. In that case Israel is in a position of war with Turkey, and the act falls under international jurisdiction as a war crime. 

Possibility two is that, if the killings were not authorised Israeli military action, they were acts of murder under Turkish jurisdiction. If Israel does not consider itself in a position of war with Turkey, then it must hand over the commandos involved for trial in Turkey under Turkish law.

Робин Черчилль, профессор международного права Университета Данди в Шотландии, заявил, что израильские военные атаковали борт судна за пределами территориальных вод Израиля. «Насколько я могу судить, не существует никакой правовой основы для высадки на эти суда», сказал Черчилль.
Камиль Бекяшев, доктор юридических наук и завкафедрой «Международного права» Московской государственной юридической академии сказал, что израильское нападение на флотилию свободы по международным законам расценивается как акт терроризма и подлежит наказанию согласно с конвенцией «О борьбе с незаконными актами, направленными против безопасности морского судоходства» от 1988 года.
Профессор международного права Ричард Фальк сказал, что «Израиль виновен в недопустимом поведении, так как использовал смертоносное оружие против невооружённых гражданских лиц, находящихся на судах в открытом море, где в соответствии с морским правом действует свобода судоходства» и призвал привлечь всех виновных в «беззаконном и повлёкшим убийства поведение» к уголовной ответственности, включая израильских политических лидеров. Фальк является спецдокладчиком Совета ООН по правам человека по ситуации с правами человека на оккупированных Израилем палестинских территориях.
Группа юристов, в том числе Авигдор Фельдман (один из основателей организации Бецелем), Ифтах Коэн, Итамар Манн и Омер Шац обратилась в Верховный суд Израиля (БАГАЦ), заявив, что Израиль нарушил Конвенцию ООН по морскому праву, захватив суда в международных водах. 3 июня 2010 года Верховный суд Израиля отклонил этот и другие иски (см. «Мнения о законности захвата»), осудив поведение истцов.
Согласно опубликованному официальному заявлению МИД России, «использование оружия против гражданских лиц и задержание судов в открытом море без каких-либо правовых оснований являются грубым нарушением общепринятых международно-правовых норм».
Журналист телеканала ABC Бен Сол, отвечая на ссылки израильской стороны на «Меморандум Сан-Ремо» (см. ниже), напоминает, что статья 102 того же меморандума запрещает введение морской блокады в случаях, когда ущерб гражданскому населению чрезмерно высок по сравнению с прямой военной выгодой, которая ожидается от введения блокады.
Профессор международного права Антони Д’Амото (Северо-Западный университет, США), полагает, что захват был противозаконным. Он считает, что «Меморандум Сан-Ремо», на который ссылаются сторонники законности захвата, применим только когда применимы законы войны между государствами. По его мнению этот документ не применим к конфликту Израиля и Хамаса, поскольку последний «даже не государство».
Лидеры активистов сказали, что так как корабли находились в международных водах, то «даже если бы мы использовали оружие, отказавшись от принципа ненасилия, то всё равно были бы правы, так как защищались от израильского пиратства».

### Мнения о законности захвата
Вице-президент США Джо Байден заявил в своём выступлении по телевидению, что Израиль имел право не допускать флотилию в сектор Газа и защищать себя и свои жизненные интересы.
Робби Сабель, бывший советник по правовым вопросам МИД Израиля, полагает, что правительство заявит, что захват судна был актом исполнительной власти, и Верховный суд не вправе вмешиваться в данном случае.
Сабель также заявил, что «Израиль считает сектор Газа вражеской территорией в направленном против Израиля вооружённом конфликте против него, и что Конвенция ООН по морскому праву не применима в случае вооружённого конфликта».
При этом, он отметил, что многие эксперты в юриспруденции вооружённых конфликтов считают морскую блокаду в нейтральных водах законной операцией, и что существует достаточное количество примеров того, как многие страны использовали военно-морскую блокаду в международных водах, и их действия не были объявлены незаконными.
Марк Регев, пресс-секретарь премьер-министра Израиля, в обоснование проведения операции ссылается на Меморандум Сан-Ремо, регулирующий вопросы международного права в вооружённых конфликтах на море (1994):

… в п. 67(а) меморандума говорится, что вы имеете право перехватить судно, намеревающееся проникнуть в блокированный район ещё до достижения им района блокады, если вы предупредили его заранее, что мы и сделали не один раз. В ответ, организаторы рейда открыто заявили, что их целью является прорыв и нарушение блокады — установленной для защиты израильских граждан (от обстрелов).

Кроме того, п.60(e) «Меморандума Сан-Ремо» устанавливает, что в случае отказа торгового судна остановиться или активного сопротивления досмотра и установлению контроля делает его легитимной военной целью. В п. 47(c) также говорится, что суда, участвующие в гуманитарных миссиях и перевозке грузов, необходимых для выживания гражданского населения, освобождаются от нападения, при условии, что они действуют на основе «соглашения между воюющими сторонами».
Президент Института Ближнего Востока Евгений Сатановский считает, что реакция Израиля «вполне правомерна». По его мнению, это политтехнологическая игра премьер-министра Турции и турецких политиков, а не гуманитарная операция. Он напомнил, что:

Эта ситуация ничем не отличается от побоища, в котором участвовала та же самая гуманитарная организация, на территории Египта, после которой президент Египетской республики Мубарак объявил, что никто никогда больше, через египетскую территорию в сектор Газа никаких гуманитарных грузов не повезёт.
Согласно ИЦИТ, данные, «обнаруженные в портативных компьютерах пассажиров», подтверждают версию о том, что флотилия «была сформирована при всестороннем участии и согласии Эрдогана», и что он «спланировал предполагаемое развитие событий, основанное на возможной конфронтации с Израилем, которую он мог бы использовать в своих собственных интересах».
АОИ издал подробные официальные комментарии о правовых аспектах действий Израиля по предотвращению попытки прорыва морской блокады сектора Газа. В документе были обозначены основные международные соглашения и нормы (напр. как «Меморандум Сан Ремо» (1993)), а также различные руководства других стран, в том числе и «Руководство командующего ВМС США о соблюдении правовых норм во время проведения морских операций», которые обосновывают правомочность применения Израилем силы.
Профессор международного права Рут Лапидот, лауреат Премии Израиля, считает, что Израиль выполнил все требования международного права и имел все легальные основании для задержания флотилии
3 июня 2010 года Верховный суд Израиля отклонил все иски, поданные по делу о задержании флотилии, решив, что «нет оснований для осуждения действий военного и политического руководства». Суд также отметил, что «левые организации поторопились выдвинуть иск против военных, не удосужившись изучить все обстоятельства, а также осудил их за грубые формулировки в адрес солдат».
Также, правовые комментарии в пользу законности действий Израиля, давали израильские юристы и агентство Рейтерс.
23 января 2011 года мнение о законности захвата высказала в своём отчёте и израильская государственная следственная комиссия с участием двух иностранных экспертов.

## Дальнейшие события

### 1 июня
По заявлениям израильских СМИ, израильские больницы приняли на лечение всех пострадавших в инциденте вне зависимости от принадлежности и национальности. Однако ряд активистов утверждали, что израильские солдаты мешали оказывать помощь раненым.
В результате проверки груза в ашдодском порту выяснилось, что большая часть товаров находится в плачевном, мало пригодном для пользования состоянии, в частности лекарственные препараты с истёкшими сроками хранения. Позже министерство здравоохранения ХАМАС отметило, что «больше всего „мусора“ в Газу доставило турецкое судно „Мави Мармара“».

### 2 июня
Более 20 грузовиков с товарами привезёнными судами флотилии простаивают на пограничном с сектором Газа переходе «Керем Шалом». Власти Хамаса не позволяют провезти груз в сектор Газа, до тех пор пока не будут освобождены все арестованные с «Флотилии свободы». Количество продовольствия и прочей помощи, привезённой флотилией, составляет 25 % от одной израильской ежедневной поставки в Газу.

### 3 июня
Бывший командующий британским военным контингентом в Афганистане, полковник в отставке Ричард Кемп в интервью израильской «The Jerusalem Post» выступил в защиту Израиля, раскритиковав назначение внешней международной комиссии по расследованию обстоятельств конфликта, а также заявил, что Израиль должен провести самостоятельное расследование и не соглашаться на прибытие международной комиссии.
Южно-Африканская Республика отозвала из Израиля своего посла.
По сообщениям израильской газеты «Гаарец», президент США Барак Обама предложил, чтобы Израиль проводил собственное расследование произошедшего под наблюдением представителей США.
Вечером 3 июня в Тель-Авиве, около посольства Турции, состоялась массовая демонстрация протеста, была взорвана дымовая граната. Немного ранее в Изреэльской долине прошла демонстрация в поддержку Армии обороны Израиля.
Один из пассажиров судна «Мави Мармара», лидер Северного отделения арабского движения Израиля шейх Раад Салах был отпущен из тюрьмы и помещён под домашний арест. По прибытии в арабскую деревню Умм эль-Фахм он произнёс речь перед сотнями своих сторонников.
Пресс-служба АОИ опубликовала ролик показывающий предметы, которые можно использовать в качестве холодного оружия, в том числе кухонные и туристические ножи, гаечные ключи, и амуницию, отобранные у пассажиров, а также методы их применения.

#### Ослабление морской блокады
3 июня 2010 года премьер-министр Израиля предложил представителю международного квартета ослабление Израилем морской блокады сектора Газа при условии контроля международных сил за поступающими товарами. Досмотр должен проводиться в египетском или израильском порту на предмет провоза запрещённых товаров.

### 4 июня
Пресс-служба АОИ опубликовала очередной ролик, на котором слышно, как в процессе радиопереговоров с судном израильским морякам отвечают: «Возвращайтесь в Аушвиц!» и «Мы помогаем арабам в борьбе против США. Не забывайте про 9/11».
Спустя день на сайте АОИ появился официальный комментарий к высказывавшимся ранее сомнениям в достоверности видеозаписи.
Израильская сторона признала, что ошибочно посчитала источником ответа судно «Мави Мармара», отметив, что так как связь проводилась по открытому каналу, то

«…невозможно определить, с какого конкретно корабля или кораблей флотилии исходили эти реплики.»
Оригинальный текст (англ.)This transmission had originally cited the Mavi Marmara ship as being the source of these remarks, however, due to an open channel, the specific ship or ships in the “Freedom Flotilla” responding to the Israeli Navy could not be identified.

Пресс-служба АОИ выложила в сеть полную версию ролика длиной чуть менее шести минут, содержащую как уже указанные реплики (см. 2:05 и 5:42).
CNN в своей последующей публикации, мельком упомянув вначале, что данные реплики имеются в полной записи «на фоне других переговоров, помех и позывных на других языках», несколько раз привела мнение активистов о том, что она была подделана, и в конце статьи, говоря о полной записи, эти реплики не упомянула.
Мемориал турецким солдатам, погибшим в Первую мировую войну, был измазан краской с про-израильскими лозунгами в одном из городов Израиля.

### 5 июня
Около 15 000 человек (согласно организаторам) приняло участие в марше «левых» в Тель-Авиве, участники которого резко осудили действия израильского правительства в отношении флотилии; согласно Новости.mail.ru на улицы вышли сотни протестующих
В турецкой газете «Hurriyet» были опубликованы фотографии с места событий под названием «Israil’in sildigi fotograflar» (Фотографии стёртые Израилем).  
Информационное агентство Reuters опубликовало слайдшоу на основе фотографий, опубликованных в турецкой газете, заретушировав при этом нож в руке одного из активистов.

## Расследование событий

### Комиссия Тиркеля
14 июня 2010 года правительство Израиля назначило для расследования событий независимую общественную комиссию под руководством судьи Верховного суда в отставке Яакова Тиркеля. В комиссию кроме Тиркеля вошли эксперт по международному праву, лауреат Гаагской премии Шабтай Розен и бывший президент хайфского «Техниона» генерал-майор запаса Амос Хорев. В комиссию по согласованиям с правительством США назначены два иностранных наблюдателя: лауреат Нобелевской премии мира лорд Уильям Дэвид Тримбл из Северной Ирландии и бывший военный прокурор Канады, специалист по международному праву генерал Кен Уоткин Власти США и Канады поддержали решение Израиля. Турция выразила недоверие этой комиссии. Впоследствии комиссия получила статус государственной с правом получать объяснения высших должностных лиц.
Отчёт комиссии Тиркеля был опубликован 23 января 2011 года. Комиссия сочла, что Израиль не нарушил международное право, а военные действовали сдержанно и пытались остановить нарушившее блокаду судно без применения силы. ВМС Израиля не открывали огонь по кораблю, хотя, по мнению комиссии, международное право позволяло это сделать. Комиссия полагает, что на палубе «Мави Мармара» израильские солдаты вели себя сдержанно и использовали взвешенный подход, в отличие от боевиков IHH, которые не ограничивали себя в выборе средств. При этом комиссия указала, что на судне не было никакой гуманитарной помощи, зато было большое количество холодного оружия.

### Отчёт комиссии совета ООН по правам человека
23 сентября 2010 года был издан отчёт комиссии Совета ООН по правам человека. В составлении отчёта приняли участие прокурор ООН по военным преступлениям Десмон да Сильва, тринидадский судья Карл Т. Худсон-Филлипс и защитница прав женщин Мари Дайриам из Малайзии. Отчёт состоит из 56 страниц.
Согласно отчёту, имеются «ясные доказательства, позволяющие обвинить» Израиль в «намеренных убийствах» и пытках, совершённых во время захвата флотилии израильскими войсками. Комиссия считает, что действия израильской армии могут рассматриваться как военные преступления, согласно статье 147 Четвёртой Женевской конвенции. Комиссия практически полностью приняла версию пассажиров «Мармары» и отвергла заявления Израиля о том, что солдаты, высадившиеся на корабле, получили огнестрельные ранения, поскольку Израиль не предоставил комиссии никаких документов о подобных ранениях по её запросу.
Согласно отчёту комиссии, израильские солдаты вели огонь по пассажирам с использованием различного вооружение, включая огнестрельное оружие с боевыми патронами. Патологоанатомическая экспертиза комиссии пришла к заключению, что «двое из пассажиров на верхней палубе получили ранения, которые могли быть получены при стрельбе с малого расстояния, когда они лежали на полу».
Согласно отчёту, раненых избивали прикладами и ногами, в том числе по головам, и оскорбляли словесно. Несмотря на просьбы пассажиров флотилии, необходимую медицинскую помощь раненым израильтяне стали оказывать лишь спустя два часа.
Согласно отчёту,
Поведение израильского военного и иного персонала по отношению к пассажирам флотилии было не только непропорциональным по отношению к данным обстоятельствам, но и демонстрировало уровень абсолютно ненужного и чрезмерного насилия.
МИД Израиля заявил, что отчёт Совета ООН по правам человека имеет «предвзятый, политизированный и экстремистский подход». Израиль изначально отказался[уточнить] сотрудничать с комиссией, обвинив её в предвзятости.
Министр иностранных дел Турции Ахмет Давутоглу высказал одобрение «беспристрастности комиссии» и заявил, что результаты её расследования оправдали ожидания Турции.
Представитель США при Совете ООН по правам человека Эйлин Донахью назвала доклад предвзятым и осудила его. Она посчитала, что комиссия была необъективной в отношении действий Израиля.

### Комиссия ООН (Комиссия Пальмера) и её выводы
Параллельно комиссии Совета, 2 августа 2010 года генеральный секретарь ООН Пан Ги Мун объявил о создании международной комиссии ООН по расследованию всех обстоятельств, связанных с «нападением Израиля на флотилию судов с гуманитарным грузом для сектора Газа».
10 августа состоялось её первое заседание, которое открыл Пан Ги Мун, и в нём приняли участие представители Новой Зеландии (бывший премьер-министр Джеффри Палмер, эксперт в области международного морского права — председатель), Колумбии (уходящий с поста президента Колумбии Альваро Урибе — вице-председатель), Израиля (Йосеф Чехановер — бывший генеральный директор МИД и юридический советник министерства обороны) и Турции (Оздем Санберк — бывший дипломат).
В начале сентября 2011 года был опубликован отчёт комиссии Палмера. В отчёте сделаны следующие выводы:
- Морская блокада сектора Газа является законным средством для защиты безопасности Израиля и осуществляется на основе международного права.
- Флотилия не была организована правительством Турции. Истинные цели организаторов, в частности, IHH, сомнительны, а действия были опрометчивы и спровоцировали конфликт.
- В Газе не было в то время гуманитарной катастрофы. Желающие передать в сектор Газа помощь могли сделать это наземным способом, в контакте с властями Израиля и Палестинской автономии.
- Решение Израиля захватить корабль с такой существенной силой на большом расстоянии от зоны блокады и без предупреждения о захвате, было чрезмерным и неблагоразумным.
- Армия обороны Израиля столкнулась с существенным, организованным и сильным сопротивлением от группы пассажиров при высадке на корабль «Мави Мармара», потребовавшей применения силы для самозащиты. Три солдата были захвачены и подвержены жестокому обращению и опасности. Другие солдаты были ранены.
- Израильские власти плохо обращались с пассажирами с момента захвата и до их депортации, включая жестокое обращение, преследование, запугивание, необоснованная конфискация имущества и отказ своевременной консульской помощи.
- Гибель 9 человек и тяжёлые ранения в результате применения силы израильской армией неприемлемы и не получили должного объяснения. В частности, Израиль не представил объяснений фактов стрельбы в спину или с близкого расстояния. При этом Израиль обеспечил должное лечение раненых.

## Завершение и урегулирование конфликта
Все годы до исчерпания конфликта, на которое можно надеяться в 2016 г., дипломатические отношения между странами были напряжёнными, несмотря на то, что, хотя Израиль и не состоит в блоке НАТО, но фактически и Израиль, и Турция являются военными союзниками через союзничество со США обоих государств. Чему свидетельством и доказательством могут служить следующие примеры: непрекращавшиеся поставки Израилем оборудования для ВВС Турции, обучение военных лётчиков обеих стран по одним и тем же программам в одних и тех же школах для использования одинаковых самолётов.
Торговый оборот невоенных товаров рос между странами все годы с 2010 до 2016.
- 2010, июнь, несколько дней спустя конфликта. Открытие газового месторождения Левиафан. Событие, значительно повлиявшее по прошествии нескольких лет на примирение сторон вследствие взаимной заинтересованности производителя и потребителя.
- 2013, январь. Первые признаки потепления дипломатических отношений, просочившийся в печать слух о возможном подписании соглашения.о сотрудничестве в использовании израильского газового месторождения Левиафан. Опровержение турецким МИДом о невозможности договоров до выполнения Израилем всех требований (извинения, компенсации).
- 2013, февраль. На Мюнхенской конференции по безопасности глава турецкого МИД Ахмет Давутоглу демонстративно отказался пожать руку министру обороны Израиля Эхуду Бараку.
- 2013, 22 марта. Израиль и Турция помирились после почти трёх лет конфронтации. Израильский премьер-министр Биньямин Нетаньяху позвонил турецкому коллеге Реджепу Тайипу Эрдогану и извинился за инцидент с судном «Мави Мармара» и согласился с выплатой компенсации. Страны договорились о нормализации двусторонних отношений, включая возвращение послов, об отмене судебных исков, поданных против военнослужащих Армии обороны Израиля. Среди несогласованных вопросов осталась лишь гуманитарная помощь палестинцам. Разговор двух премьеров состоялся во время визита в Израиль президента США Барака Обамы, который первый о нём и сообщил.
- 2014, май. После смерти раненого, десятой жертвы конфликта с турецкой стороны, турецкий суд постановил к аресту израильских военных, руководивших операцией.
- 2014, ноябрь. Международный суд ООН в Гааге отказался рассматривать дело «Мави Мармара».
- 2015, декабрь. Эрдоган впервые за пять лет выступил за нормализацию отношений с Израилем. Спустя несколько дней было подписано первое соглашение.
- 2016, июнь. Лидер оппозиции израильского парламента, председатель Ицхак Герцог крайне отрицательно высказался о готовящемся подписании соглашения о нормализации отношений Израиля с Турцией и выплате компенсаций.
- 2016, 27 июня. Премьер-министр Израиля Биньямин Нетаньяху объявил о прекращении израильско-турецкого дипломатического конфликта. Компенсационные выплаты состоятся после того, как турецкий парламент примет закон об отзыве каких-либо претензий, как финансовых, так и военно-юридических, против солдат и офицеров, принимавших участие в конфликте. Турция при этом согласилась на главное требование Израиля: полного контроля наземных и морских границ сектора Газа, турецкие грузы будут следовать через порт в Ашдоде, как было и раньше.

### Официальные материалы
- Видеосъёмки события, предоставленные Армией обороны Израиля:
- Flotilla Incident Timeline (Part 1 of 2, Part 2 of 2), idfnadesk, youtube (англ.)
- The Gaza flotilla and the maritime blockade of Gaza — Legal background — официальный юридический комментарий МИДа Израиля (англ.)
- Заявление министра обороны Израиля Эхуда Барака
- Официальная реакция МИД РФ
- Отчёт международной миссии по расследованию нарушений международных законов, включая международные гуманитарные законы и законы о правах человека, произошедших в результате израильского нападения на флотилию кораблей везущих гуманитарную помощь Отчёт Совета ООН по правам человека. (англ.)
- Report of the Secretary-General’s Panel of Inquiry on the 31 May 2010 Flotilla Incident, July 2011 (Отчёт комиссии Пальмера) (англ.)